# Podgrad, Gornja Radgona
Podgrad este o localitate din comuna Gornja Radgona, Slovenia, cu o populație de 178 de locuitori.